# Кім Ір
Кім Ір (кор. 김일, 金一, Gim Il, Kim Il; 20 березня 1910 — 9 березня 1984) — північнокорейський військовик і партійний діяч, другий голова уряду КНДР.

## Кар'єра
У молоді роки брав участь у партизанській боротьбі проти японської влади. 1940 року входив до складу командування 8 полку 1-ї об'єднаної народно-революційної армії.
Після звільнення Кореї, від 1945 року перебував на партійній роботі: був секретарем партійного комітету Трудової партії Кореї (ТПК) провінції Північна Пхьонан. Від 1946 — на командних посадах в армії. В 1954—1959 роках був заступником, а в 1959—1972 — першим заступником голови Кабінету міністрів КНДР. Голова Адміністративної ради Північної Кореї (1972—1976). Член Політичного комітету ЦК ТПК, секретар ЦК ТПК.
Помер у Румунії у 1984 році